# Ignace
Ignace es un municipio canadiense situado en la provincia de Ontario.

## Superficie
Ignace tiene una superficie de 72,13 km².

## Demografía
En 2021, tenía 1206 habitantes, una densidad poblacional de 16,7 hab./km², y 664 viviendas.